# Municipio de Marine
El municipio de Marine (en inglés: Marine Township) es un municipio ubicado en el condado de Madison en el estado estadounidense de Illinois. En el año 2010 tenía una población de 2243 habitantes y una densidad poblacional de 24,36 personas por km².

## Geografía
Según la Oficina del Censo de los Estados Unidos, el municipio tiene una superficie total de 92.07 km², de la cual 91,4 km² corresponden a tierra firme y (0,73 %) 0,67 km² es agua.

## Demografía
Según el censo de 2010, había 2243 personas residiendo en el municipio de Marine. La densidad de población era de 24,36 hab./km². De los 2243 habitantes, el municipio de Marine estaba compuesto por el 98,04 % blancos, el 0,4 % eran afroamericanos, el 0,45 % eran amerindios, el 0,09 % eran asiáticos, el 0,36 % eran de otras razas y el 0,67 % eran de una mezcla de razas. Del total de la población el 1,6 % eran hispanos o latinos de cualquier raza.